# Västra Råtjärnen, Värmland
Västra Råtjärnen är en sjö i Sunne kommun i Värmland och ingår i Göta älvs huvudavrinningsområde. Sjön har en area på 0,121 kvadratkilometer och ligger 327,5 meter över havet.

## Delavrinningsområde
Västra Råtjärnen ingår i det delavrinningsområde (663727-134281) som SMHI kallar för Utloppet av Rottnen. Medelhöjden är 190 meter över havet och ytan är 81,74 kvadratkilometer. Räknas de 37 avrinningsområdena uppströms in blir den ackumulerade arean 937,5 kvadratkilometer. Rottnan som avvattnar avrinningsområdet har biflödesordning 3, vilket innebär att vattnet flödar genom totalt 3 vattendrag innan det når havet efter 324 kilometer. Avrinningsområdet består mestadels av skog (58 procent). Avrinningsområdet har 15,97 kvadratkilometer vattenytor vilket ger det en sjöprocent på 19,5 procent.